# Cameraria pentekes
Cameraria pentekes là một loài bướm đêm thuộc họ Gracillariidae. Nó được tìm thấy ở British Columbia và Hoa Kỳ (California và Washington).
Chiều dài cánh trước là 3–5 mm.
Ấu trùng ăn Quercus douglasii và Quercus lobata. Chúng ăn lá nơi chúng làm tổ.